# Ивичест камшикоопашат гущер
Ивичест камшикоопашат гущер (Aspidoscelis tesselata) е вид влечуго от семейство Teiidae. Видът не е застрашен от изчезване.

## Разпространение
Разпространен е в Мексико и САЩ.

## Описание
Популацията на вида е стабилна.